# تگزاس کلیپر
تگزاس کلیپر (به انگلیسی: Texas Clipper) یک کشتی بود که طول آن 473 ft 1 in بود. این کشتی در سال ۱۹۴۴ ساخته شد.